# Hebardina concinna
Hebardina concinna är en kackerlacksart som först beskrevs av Haan 1842.  Hebardina concinna ingår i släktet Hebardina och familjen storkackerlackor. Inga underarter finns listade i Catalogue of Life.